# کابوی‌ها محتاج آنند
کابوی‌ها محتاج آنند (انگلیسی: Cowboys Cry for It) یک فیلم کمدی صامت آمریکایی است که در سال ۱۹۲۶ منتشر شد. از بازیگران آن می‌توان به استن لورل اشاره کرد.